# Манс, Перри
Пьер «Пе́рри» Манс (англ. Pierre "Perrie" Mans, род. 14 октября 1940 года - 13 сентября 2023) — южноафриканский бывший профессиональный игрок в снукер. Родился в Йоханнесбурге. Стал чемпионом Южной Африки по снукеру в 1965, и после этого ещё 19 раз побеждал на этом первенстве. Его самым запоминающимся достижением был финал чемпионата мира 1978 года — тогда Манс в решающем матче уступил Рэю Риардону, 18:25. Среди других успехов Перри были победы на турнирах Мастерс 1979 года и Pot Black Cup 1977. В рейтинге снукеристов его наивысшая позиция была второй (сезон 1979/1980). Он продолжал свою профессиональную карьеру вплоть до 1989 года, хотя ушёл из мэйн-тура ещё в 1987-м. Перри Манс является одним из самых выдающихся снукеристов Южной Африки.

## Стиль игры
Перри был хорошо известен своими великолепными дальними ударами и был одним из немногих сильных снукеристов того времени, играющих левой рукой.

## Достижения в карьере
- Чемпионат мира финалист — 1978
- Pot Black Cup победитель — 1977
- Мастерс чемпион — 1979
- Australian Masters финалист — 1979
- South African Professional победитель — 1965—1978, 1980—1984, 1989